# Gurania pedata
Gurania pedata är en gurkväxtart som beskrevs av Thomas Archibald Sprague. Gurania pedata ingår i släktet Gurania och familjen gurkväxter. Inga underarter finns listade i Catalogue of Life.